# 最明寺 (千葉県御宿町)
最明寺（さいみょうじ）は、千葉県夷隅郡御宿町にある天台宗の寺院。山号は岩井山。本尊は阿弥陀三尊。

## 歴史
寺伝によれば、822年（弘仁13年）に創建されたとされ、鎌倉時代中期鎌倉幕府5代執権をつとめた後、出家して最明寺殿と称した北条時頼が諸国を旅している途中にこの寺を訪れ、西明寺を最明寺と改めたとされるが定かではない。

## 文化財
- 御宿町指定文化財
  - 木造傳祐上人坐像
  - 向拝の獅子頭、象鼻
  - 双盤
- 御宿町指定天然記念物
  - 夫婦銀杏

## 所在地
- 千葉県夷隅郡御宿町須賀668